# دوشاخک
دوشاخک (Antennae) زوج‌کهکشان برهم‌کنشی ان‌جی‌سی ۴۰۳۸ و ان‌جی‌سی ۴۰۳۹ است.
دوشاخک در صورت فلکی کلاغ، و به فاصلهٔ ۶۰ میلیون سال نوری از زمین واقع شده است.

## نگارخانه

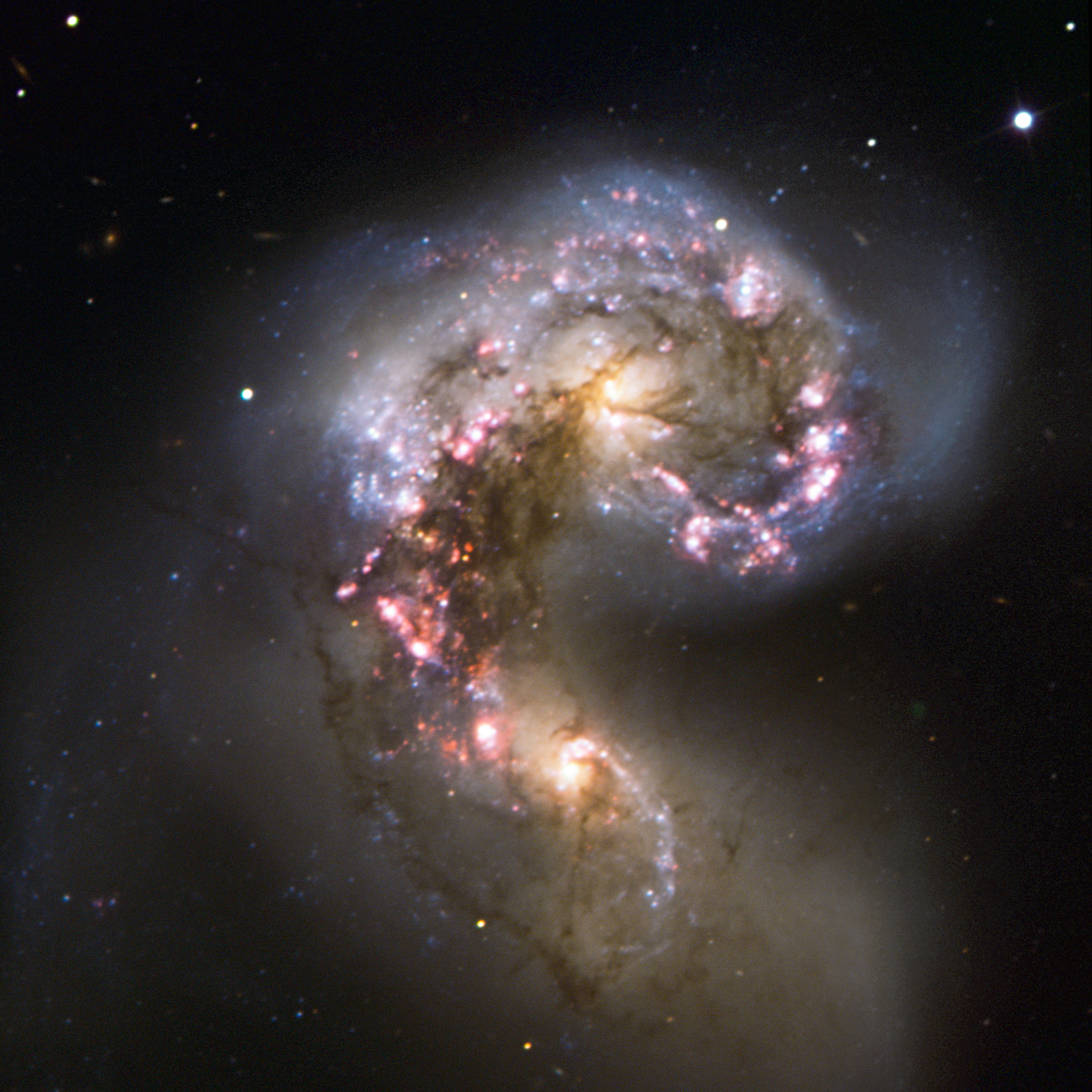
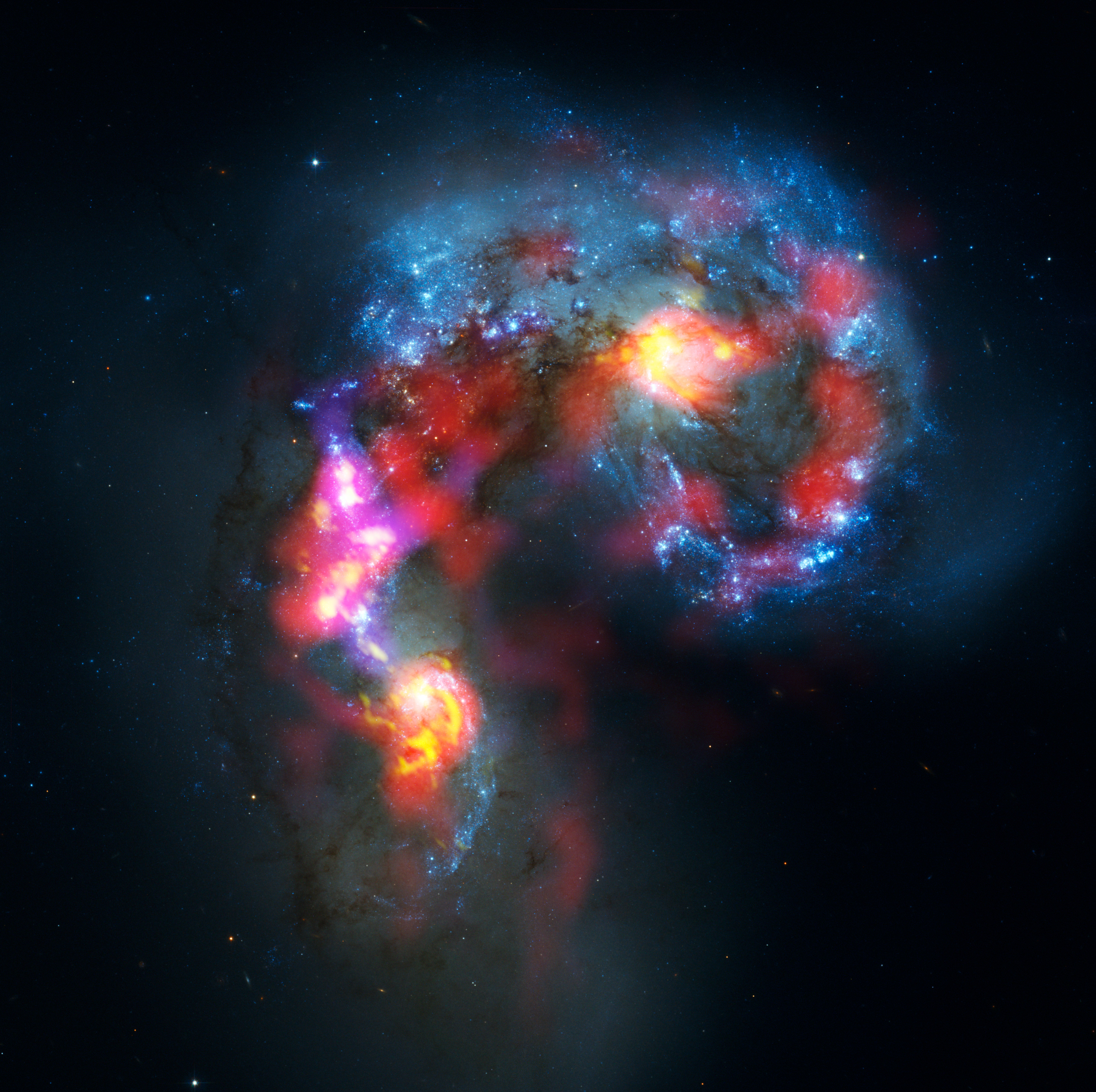